# 拜納姆維爾 (密蘇里州)
拜納姆維爾（英語：Bynumville）是位於美國密蘇里州沙里頓縣的非建制地區。

## 歷史
拜納姆維爾的郵局於1854年設立，其後於1967年停運。

## 地理
拜納姆維爾所處的海拔為高於海平面234米（即768英呎），而該地所採用的時區為UTC-6，即北美中部時區（CST）。同時該地設有夏令時間，為UTC-6調快一小時，即UTC-5（CDT）。